# Vejlby Skovbakken Aarhus
Il Vejlby Skovbakken Aarhus (ˈvɑjlpyˌskɒwpɑkŋ̍ ˈɒːˌhuˀs), comunemente citata come VSK Aarhus o VSK Århus nella sua forma contratta, è una società calcistica danese con sede a Vejlby-Risskov, quartiere di Aarhus, nella regione dello Jutland Centrale. Il club fu fondato nel 2016 quando le sezioni calcistiche delle società polisportive Vejlby IK Fodbold e Idrætsklubben Skovbakken decisero di fondersi. Lo Skovbakken è un'importante società che, oltre al calcio giovanile, annovera discipline come ginnastica, nuoto, pallamano, pallacanestro e pallavolo, molte delle quali hanno un nutrito palmarès tra i trofei nazionali conquistati dalle loro squadre.
La squadra maschile del VSK disputa la 2. Division, terzo livello del campionato danese di calcio, mentre quella femminile la Elitedivisionen, la massima divisione del campionato nazionale di categoria, ed entrambe giocano le partite casalinghe al Vejlby-Risskov Idrætscenter, stadio dalla capacità di 5 000 posti.

## Strutture

### Stadio

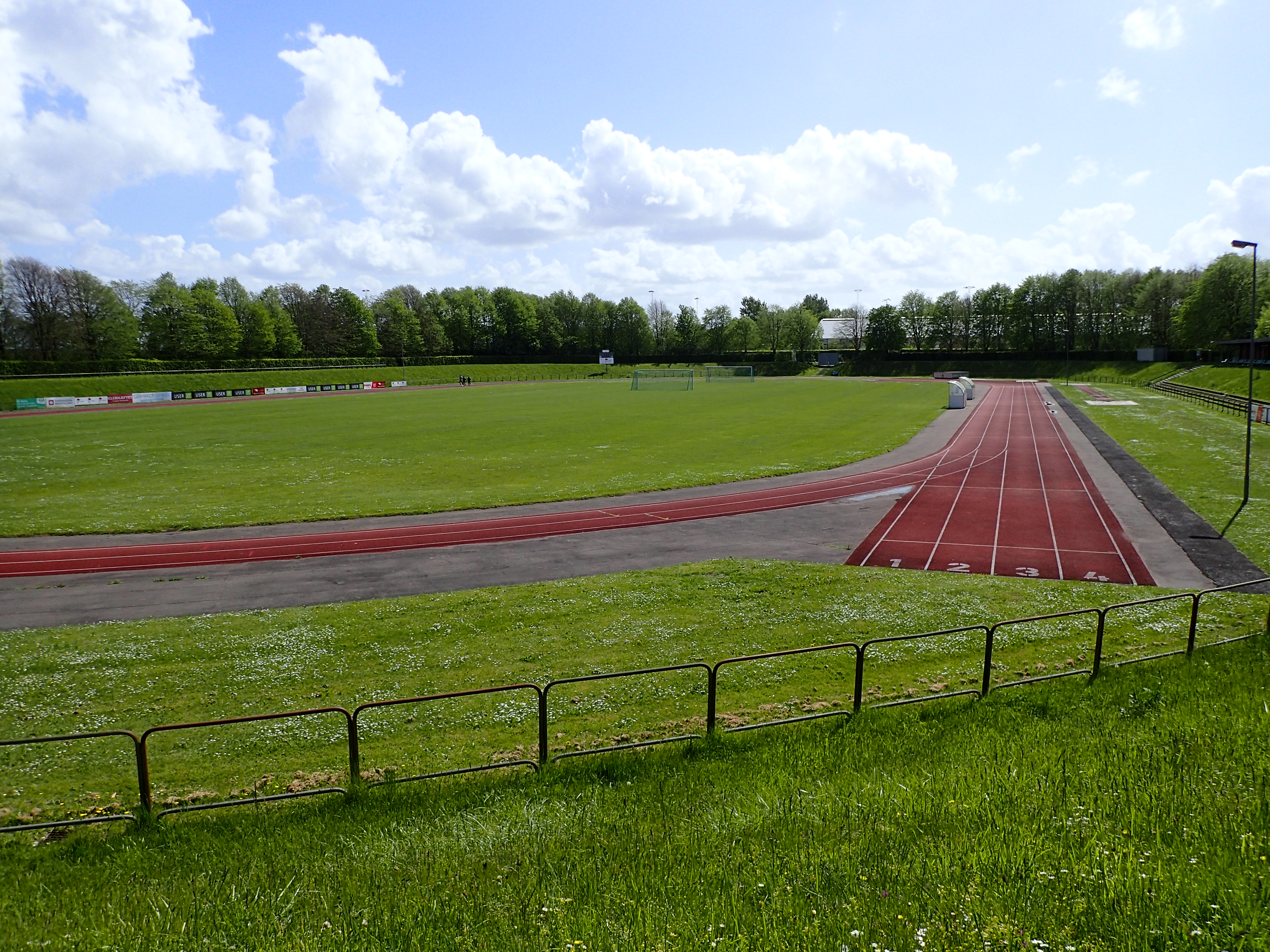
Il "Vejlby Stadion" di Risskov, stadio casalingo della squadra danese

Il Vejlby Skovbakken Aarhus gioca le proprie partite interne al Vejlby Stadion di Risskov, quartiere del Comune di Aarhus, che condivide con l'AGF, squadra di calcio femminile danese.